# Marcos Pereira (taekwondo)
Marcos Pereira (13 de junio de 1976) es un deportista brasileño que compitió en taekwondo. Ganó una medalla de plata en el Campeonato Panamericano de Taekwondo de 1996 en la categoría de –50 kg.

## Palmarés internacional
| Campeonato Panamericano | Campeonato Panamericano | Campeonato Panamericano | Campeonato Panamericano |
| Año                     | Lugar                   | Medalla                 | Categoría               |
| ----------------------- | ----------------------- | ----------------------- | ----------------------- |
| 1996                    | La Habana (Cuba)        | Medalla de plata        | –50 kg                  |